# Platja Petita del Futaner
La platja Petita del Futaner és una platja natural del municipi de Llançà (Alt Empordà) situada al Cap Ras, entre la platja Gran del Futaner i la punta del Cap Ras. Està orienta a l'est, té una longitud de 16 m i una amplada de 14 m, de sorra de gra mig i un pendent d'entrada a l'aigua moderat. S'hi acceeix a peu pel camí de ronda. És una platja nudista.